# Vladimir Tikhonchuk
Vladimir Timofeevich Tikhonchuk né le 30 janvier 1948 à Odessa est un physicien russe et français connu pour ses travaux en physique des plasmas.

## Biographie
Vladimir Tikhonchuk obtient son PhD à l'Institut d'ingénierie physique de Moscou (MEPhI) en 1971. Il 
soutient sa thèse de troisième cycle en 1974 et devient chercheur à l'Institut de physique Lebedev de l'Académie de Sciences Russe jusqu'en 2001. Il y obtient le titre de docteur ès sciences en 1987. Dans la même période il est professeur à l'institut pédagogique d'état de Moscou de 1988 à 1993 et professeur invité à l'Université de l'Alberta et à l'École Polytechnique de 1990 à 1998,.
En 2001 il devient professeur de l'Université Bordeaux-I, émérite depuis 2018. Il est membre sénior de l'institut universitaire de France depuis 2008. Son activité de recherche s'effectue au Centre Lasers Intenses et Applications (CELIA) dont il dirige le groupe plasmas denses et chauds depuis 2003 et dont il est directeur adjoint à partir de 2007.
Depuis 2017 il est chercheur à temps partiel au projet européen Extreme Light Infrastructure (ELI) de l'institut de physique de l'Académie tchèque des sciences.
Son domaine de recherches couvre la physique des hautes densités d'énergie, l'interaction laser-plasma, la fusion par confinement inertiel, les instabilités paramétriques, les interactions onde-particule non linéaires, l'optique non linéaire et l'astrophysique de laboratoire. Vladimir Tikhonchuk est un auteur très prolifique.                  
Il est rédacteur en chef du bulletin de l'Institut de physique Lebedev (1976-1996), éditeur du European Physical Journal D depuis 2005, membre du comité directeur de Nuclear Fusion depuis 2008 et éditeur associé de Physical Review Letters depuis 2017.

## Distinctions
- Prix Komsomol de la ligue des jeunes communistes de la région de Moscou (1979)[2].
- Prix Lénine du Komsomol de la ligue des jeunes communistes de l'URSS (1981)[2].
- Membre de la société de physique de Moscou[2].
- Membre du comité scientifique du département Mathématiques, Physique, Planète et Univers (MPPU) du CNRS (2006-2010)[8].
- Membre du conseil de l'European Physical Society et président de la section « Beam & Plasma Inertial Fusion » (2006-2010)[1] et membre du conseil de la division de Physique des Plasmas depuis 2016.
- Membre du comité de sélection du laser PHELIX[9] du GSI (2012).
- Prix Edward Teller de l'American Nuclear Society (2017)[10].